# Rugby a 10
Rugby a 10 è una specialità del rugby, così definita poiché i giocatori in campo sono 10 per ogni squadra: 5 avanti e 5 mediani. La partita solitamente dura 20 minuti di gioco cronometrato: due tempi da 10 minuti, ma le finali di tornei importanti sono disputate in un arco di tempo superiore.
Il regolamento è simile a quello del rugby a 7: le regole attualmente ufficiali sono quelle pubblicate da International Rugby Board nel 2012. Questa disciplina è popolare in Malaysia, Indonesia, Singapore, Thailandia e si sta diffondendo in molte nazioni. I primi a organizzare partite di questa specialità furono i malesi.
I tornei più importanti sono:
- COBRA Rugby a 10 dal 1967
- Hong Kong Football Club a 10 dal 1986
- Cape Town a 10 dal 2009